# Ipomopsis tenuifolia
Ipomopsis tenuifolia är en blågullsväxtart som först beskrevs av Asa Gray, och fick sitt nu gällande namn av V. Grant. Ipomopsis tenuifolia ingår i släktet Ipomopsis och familjen blågullsväxter. Inga underarter finns listade i Catalogue of Life.